# Kosmos (företag)

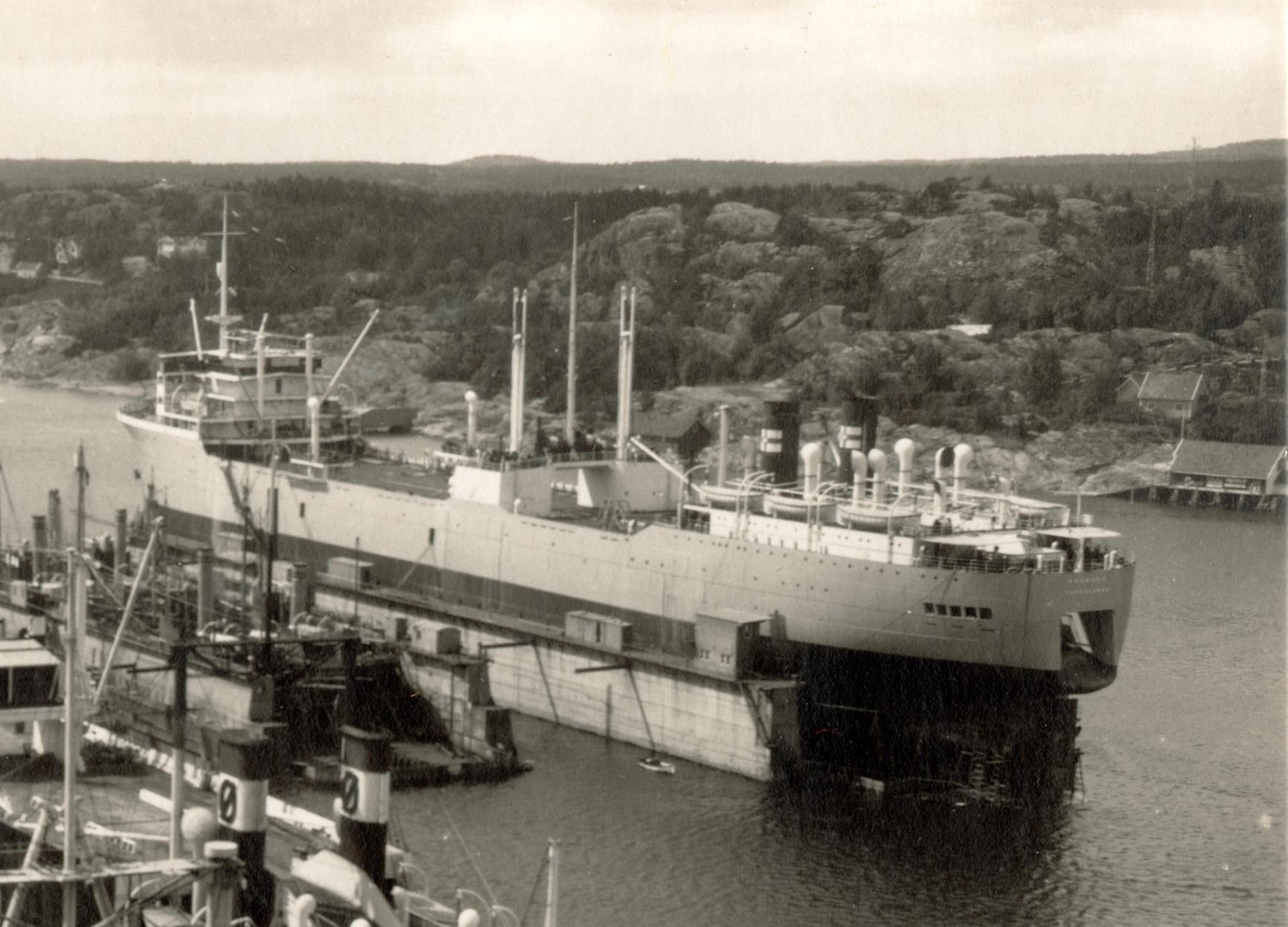
S/S Kosmos II på Framnæs Mekaniske Værksted i Sandefjord, mellan 1934 och 1937

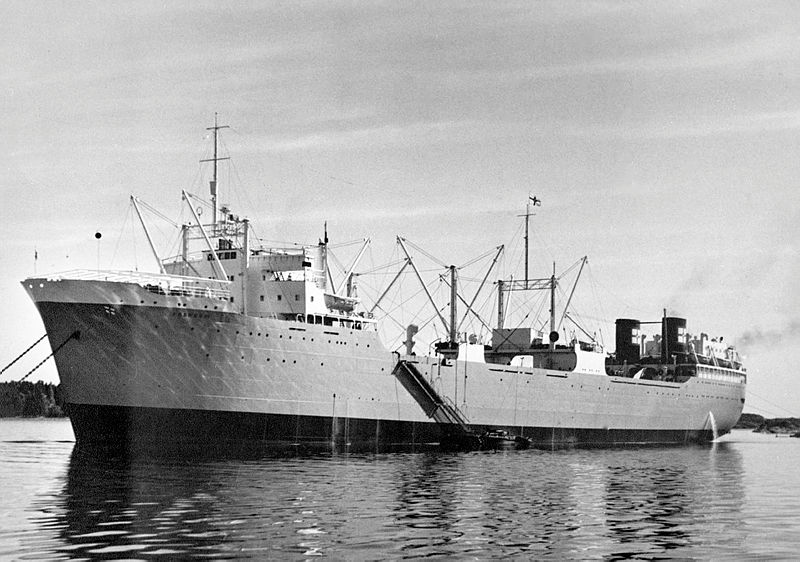
Kosmos IV, omkring 1947

A/S Kosmos var ett norskt rederi och industriföretag i Sandefjord, som grundades som Hvalfangstselskapet Kosmos A/S 1928 av Anders Jahre. År 1949 fusionerades Hvalfangstselskapet Kosmos och systerföretaget Hvalfangstselskapet Kosmos II A/S till bolaget A/S Kosmos.
År 1986 försökte bröderna Arne och Wilhelm Blystad att överta kontrollen över bolaget utan att lyckas. Två andra bröder, Morits och Brynjulf Skaugen, fick dock två är senare ägarkontroll över Kosmos och delade upp företaget. Rederiverksamheten övertogs av rederiet I.M. Skaugen och Color Line.